# ریکو کوهارا
ریکو کوهارا (انگلیسی: Riko Kohara; ۳ فوریهٔ ۱۹۹۰ ) بازیگر اهل ژاپن بود. وی از سال ۲۰۱۴ میلادی تاکنون مشغول فعالیت بوده‌است.